# مجلس الدعوة الإسلامية الإندونيسي
مجلس الدعوة الإسلامية الإندونيسي هي منظمة إسلامية سنية تقع في إندونيسيا تهدف إلى الدعوة إلى الشريعة الإسلامية. تعتبر المنظمة واحدة من أبرز المنظمات في إندونيسيا الحديثة. ويشار إلى أنها المتلقي الرئيسي (إلى جانب معهد العلوم الإسلامية والعربية) لتمويل الأنشطة الإسلامية في إندونيسيا من المملكة العربية السعودية.

## التاريخ
تأسس مجلس الدعوة في عام 1967 من قبل محمد ناصر وهو شخصية بارزة في حركة الاستقلال الإندونيسية، وهو الزعيم السابق لحزب ماسجيمو وزعيم حركة النهضة الإسلامية في إندونيسيا، وله تفاعل كبير مع دول الشرق الأوسط. بعد فترة حزب ماسجيمو المنحل، التقى ناصر وأعضاء سابقون آخرون في الحزب لإنشاء مجلس الدعوة الإسلامية الإندونيسي وفقًا لحسن نورهايدي الذي قال: «منذ نشأته كان الجلس هو الممثل الإندونيسي لرابطة العالم الإسلامي التي تمولها السعودية». سعت المجموعة إلى التقرب من السعودية كحماية ضد تهميش السياسة الإسلامية من خلال حكومة سوهارتو المؤيدة للتنمية والحديثة.
وفقًا للمجلس، فهو المؤسسة الرئيسية في إندونيسيا لتوزيع المنح الدراسية من رابطة العالم الإسلامي التي تمولها السعودية للدراسة في الشرق الأوسط. يعمل المجلس على تشجيع ترجمة أعمال العلماء السلفيين إلى الإندونيسية. يشمل كوادر المجلس أحمد فايز آصف الدين وأونور رفيق غفران وشمسها صوفوان (المعروفة الآن باسم أبو نداء). وفقًا لموقعها على الإنترنت، قام ببناء وإدارة أكثر من 750 مسجدًا، ولديها برامج تدريبية على مستوى الجامعة للدعاة والمعلمين والعاملين في مجال التنمية الريفية (المعروف باسم معهد محمد نصير للدعوة في طمبون بكاسي). وضع بشكل خاص في المناطق النائية والمعزولة.
يركز المجلس على مناشدة الطبقة الوسطى الدنيا والفقراء الحضريين للترويج لقانون الشريعة ومراعاة الشعائر الإسلامية كحل للأمراض المجتمعية، ووفقًا لأحد الناقدين فالمعهد يهاجم: «الفساد الحكومي والتصوف الجاوي والليبرالية الإسلامية والهيمنة الاقتصادية الصينينية». في عام 2014 تميز المجلس بآراء قوية معادية للشيعة ومعادية للمسيحية والأحمدية.